# Liste der Hochhäuser in Hannover
Die Liste der Hochhäuser in Hannover führt alle in Hannover existierenden Hochhäuser ab einer strukturellen Höhe von 50 Metern auf. Zudem wird die Skyline Hannovers durch das Neue Rathaus (100 m), die Marktkirche (98 m) sowie Telemax (282 m), Telemoritz (141 m), Hermesturm (88,8 m) und das Heizkraftwerk Linden (125 Meter) geprägt.
| Nr. | Name                                        | Höhe in m | Etagen | Eröffnung | Architekten                        | Anschrift                               | Bemerkungen | Wikidata        | Foto |
| --- | ------------------------------------------- | --------- | ------ | --------- | ---------------------------------- | --------------------------------------- | --- | --------------- | ---- |
| 1.  | Hochhaus der Stadtwerke                     | 92        | 23     | 1975      | Kloss + Kolb                       | Ihmeplatz 2                             | Bürohaus im Ihme-Zentrum | Wikidata-Objekt |      |
| 2.  | Hochhaus Lister Tor „Bredero-Hochhaus“      | 91        | 23     | 1974      | Bahlo-Köhnke-Stoßberg              | Hamburger Allee                         | Büro- und Wohnkomplex mit Parkhaus am Raschplatz                                                                                               | Wikidata-Objekt |      |
| 3.  | Verwaltungsgebäude der Nord/LB              | 89        | 17     | 2002      | Behnisch, Behnisch & Partner       | Friedrichswall                          | Hauptverwaltung am Friedrichswall / Ecke Aegidientorplatz. Im 89 Meter hohen Turm befinden sich die Chefetagen, die Dachhöhe beträgt 60 Meter. | Wikidata-Objekt |      |
| 4.  | Verwaltungsgebäude Nord der Deutschen Messe | 82        | 20     | 2000      | Herzog & Partner                   |                                         | Höhe mit Mast: 110 Meter | Wikidata-Objekt |      |
| 5.  | Nobelring 44                                | 74,8      | 20     | 1971      |                                    | Nobelring 44                            | Wohnhochhaus in Groß-Buchholz |                 |      |
| 6.  | Ihmepassage 2                               | 73        | 20     | 1975      | Oest & Partner                     | Ihmepassage 2                           | Nähe Blumenauer Straße 4–6, Wohnhochhaus im Ihme-Zentrum                                                                                       | Wikidata-Objekt |      |
| 7.  | Sparkasse Hannover                          | 69,5      | 17     | 1977      |                                    | Raschplatz                              | Sitz der Sparkasse Hannover am Raschplatz | Wikidata-Objekt |      |
| 8.  | Hochhaus Appelstraße                        | 69,4      | 18     | 1972      | Gerhard Graubner                   | Appelstraße                             | Mehrzweckgebäude der Leibniz Universität Hannover                                                                                              | Wikidata-Objekt |      |
| 9.  | Ihmeplatz 1                                 | 68        | 21     | 1974      | Oest & Partner                     | Ihmeplatz 1                             | Wohnhochhaus im Ihme-Zentrum | Wikidata-Objekt |      |
| 10. | Allianz-Hochhaus                            | 67,5      | 16     | 1971      | Arno Bayer                         | Brühlstraße                             | Verwaltungskomplex der Allianz AG am Königsworther Platz                                                                                       | Wikidata-Objekt |      |
| 11. | Elmstraße 17                                | 67,3      | 18     |           |                                    | Elmstraße 17                            | Wohnhochhaus im Stadtteil Sahlkamp |                 |      |
| 12. | Continental-Hochhaus                        | 65        | 15     | 1953      | Ernst Zinsser und Werner Dierschke | Königsworther Platz                     | Ehemaliges Verwaltungsgebäude der Continental AG am Königsworther Platz; seit 1995 Nutzung durch Leibniz Universität Hannover („Conti-Campus“) | Wikidata-Objekt |      |
| 13. | Helstorfer Straße 25                        | 63,6      | 17     |           |                                    | Helstorfer Straße 25                    | Wohnhochhaus im Stadtteil Groß-Buchholz |                 |      |
| 14. | R+V Versicherung                            | 63,6      | 17     |           |                                    | Niedersachsenring 13                    | Bürogebäude der R+V Versicherung am Niedersachsenring 13 / Ecke Vahrenwalder Straße                                                            | Wikidata-Objekt |      |
| 15. | Vahrenheider Markt 8                        | 63,6      | 17     | 1970      |                                    | Vahrenheider Markt 8                    | Wohnhochhaus im Stadtteil Vahrenheide |                 |      |
| 16. | Congress Hotel am Stadtpark                 | 56        | 19     | 1974      |                                    | Clausewitzstraße                        | 4 Sterne-Hotel mit 378 Betten und Anbindung an das Hannover Congress Centrum (HCC)                                                             | Wikidata-Objekt |      |
| 17. | IntercityHotel Hannover Hauptbahnhof Ost    | 54        | 15     | 2019      | Jürgen Böge                        | Andreas-Hermes-Platz 1 / Berliner Allee | Das zur Steigenberger-Hotelkette gehörende InterCityHotel bietet 220 Zimmer, die Baukosten betrugen ca. 50 Mio. Euro                           | Wikidata-Objekt |      |
| 18. | Anzeiger-Hochhaus                           | 51        | 12     | 1928      | Fritz Höger                        | Steintor                                | Ältestes hannoversches Hochhaus und Wahrzeichen am Steintor; Gründungsstätte von Stern und Spiegel                                             | Wikidata-Objekt |      |